# 桜坂 (大田区)

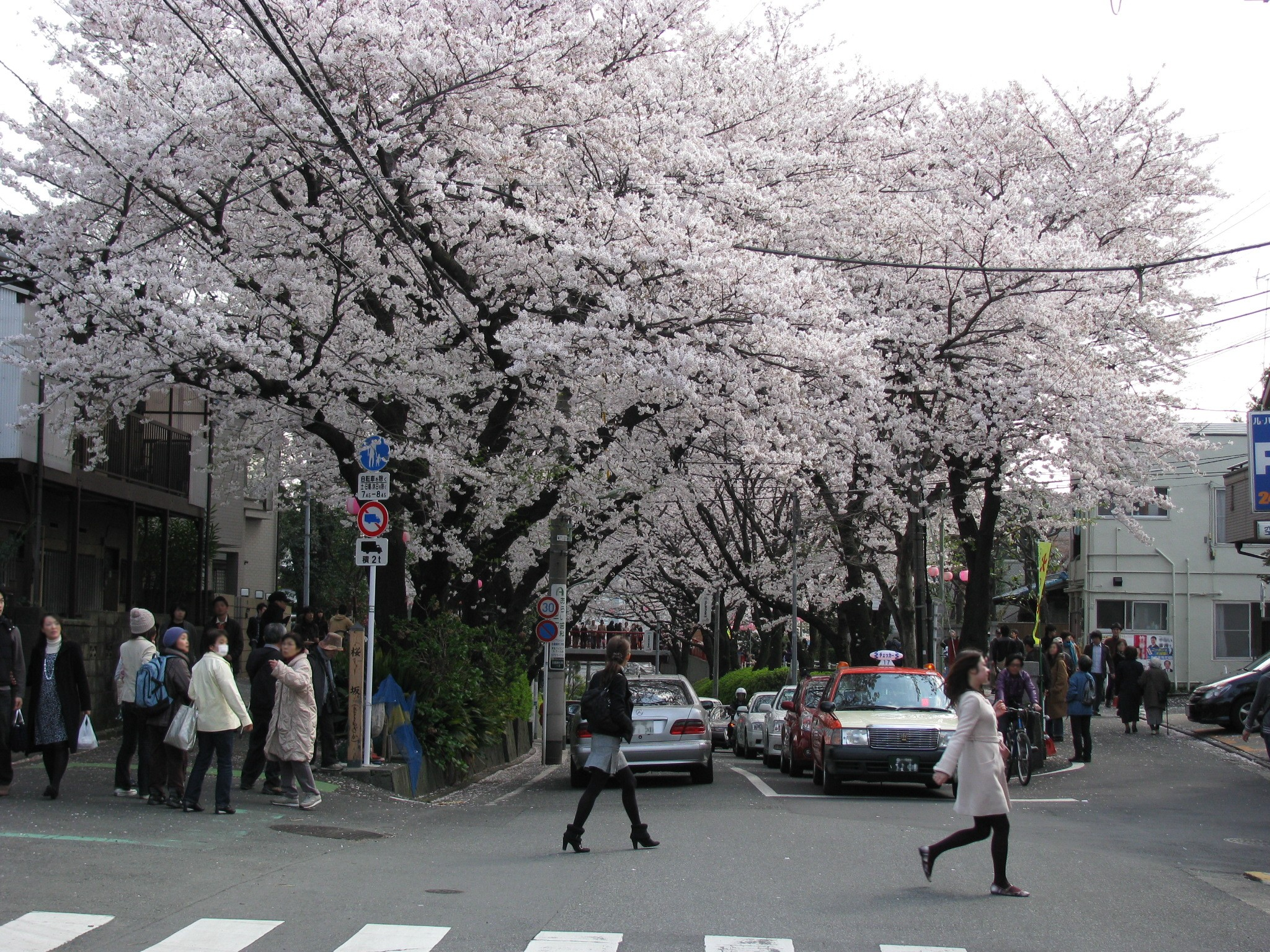
桜坂

桜坂（さくらざか）は東京都大田区田園調布本町18番・19番と同42番・43番の間にある坂である。桜の名所として有名。

## 概要
住宅街を北東から下って南西に至る道路の両脇に20本程度の桜の木が植えられている。道路両脇はツツジやケヤキ等が植わる緑地帯となっており、坂の途中には切り通しを跨ぐ形で、上部両脇の側道を結ぶ赤色の歩行者用橋梁が架けられている。最寄駅は東急多摩川線の沼部駅で、北方に徒歩で5分程度。東急池上線の御嶽山駅からも割合近く、沼部からと違って坂を上らなくて良い利点がある。

## 歴史
旧中原街道の一部で、古くは沼部の大坂と呼ばれた。1923年（大正12年）に急勾配を改良する改修工事が行なわれ、現在のような切通しの坂となった。その後、1930年（昭和5年）に切通しの両側に桜が植えられて「桜坂」と命名され、現在に至っている。ただし、近隣に存在する交差点の名称は「さくら坂」「さくら坂上」とひらがな表記である。2010年（平成22年）には歩行者用橋梁の耐震工事が実施されて赤色の手摺や欄干が一新され、新たに手摺内部に照明が埋め込まれた。

## 人気
従来は全国的な知名度はなかったが、2000年（平成12年）に発売された福山雅治の楽曲「桜坂」が200万枚以上を売り上げる大ヒットとなり、舞台となった当所は、観光名所として一躍有名になった。また、2008年（平成20年）に放送されたテレビアニメ「CLANNAD」でも当所が背景として使用された。
「桜坂」ヒット以降の桜の時期は渋滞が発生する程の人気になり、桜が咲いていない時期でも若者が立ち寄る姿が見られる。